# Benefietconcert
Een benefietconcert is een concert, een show, een gala of een ander feest bedoeld om geld in te zamelen voor een goed doel of minstens om steun te werven voor een politieke zaak. Een humanitaire crisis kan een directe aanleiding vormen, maar ook voor de G8-top van regeringsleiders in Schotland in 2005 kwamen artiesten bij elkaar om de publiciteit te zoeken, nu om aandacht te vragen voor de armoede in ontwikkelingslanden en het milieu. De naam van het evenement, Live 8, verwees naar het gezelschap van wereldleiders, maar ook naar het concert in 1985 dat vaak wordt genoemd als het eerste in een nieuwe, wereldwijde soort, Live Aid.
De bezoekers betalen een verhoogd bedrag voor een kaartje, de artiesten, muzikanten of andere uitvoerend kunstenaars, treden gratis of tegen een sterk gereduceerd tarief op, en niet zelden doen de decorbouwers en andere ondersteunende bedrijven ook een duit in het zakje. De investering in het goede doel is ook een investering in de eigen sociale status van de bezoeker, publieksrelaties van de artiest, en naamsbekendheid van iedere betrokkene.
Het belang van de concerten kan mensen herenigen die uit elkaar waren gegroeid of met ruzie waren gescheiden. Spraakmakende voorbeelden waren de eenmalige reünie van Roger Waters en Pink Floyd voor Live 8, en Simon en Garfunkel voor de verkiezing van de Amerikaanse Democratische presidentskandidaat George McGovern in 1972.

## Voorbeelden
Het Concert voor Bangladesh vond plaats op 1 augustus 1971 in Madison Square Garden (New York) naar een idee van Ravi Shankar en georganiseerd door George Harrison en Ravi Shankar.
De Concerten voor het volk van Kampuchea vormden een reeks van vier concerten gedurende december 1979 met onder meer The Clash, The Pretenders, The Who, Wings en Elvis Costello in het Hammersmith Odeon theater in Londen om geld bijeen te zamelen voor de slachtoffers van het schrikbewind van Pol Pot in Cambodja. De eerste avond was in handen van Queen.
Het Live Aid concert, georganiseerd door Bob Geldof, vond plaats op een podium in het Wembley Stadium in Londen en een podium in het JFK Stadium in Philadelphia. Kleinere podia stonden onder meer in Sydney en Moskou en op televisie overal ter wereld. De live uitzending vergde ongekende aantallen satellietverbindingen en ander technisch pionierwerk. Men hoopte 1 miljoen Pond sterling (circa 1,65 miljoen dollar) op te halen. Het werden er meer dan 150.
Het Freddie Mercury Tribute Concert op paasmaandag 20 april 1992 herdacht het leven van Freddie Mercury, die in november '91 was overleden aan de gevolgen van aids. De gelegenheid werd te baat genomen om bewustzijn te kweken voor de gevaren van de ziekte.
Live 8, georganiseerd door Bob Geldof en Bono, vond plaats op elf locaties in negen landen met tien concerten op 2 juli 2005 en een op 6 juli onder het motto Edinburghh 50,000 - The Final Push. Niet honderden maar meer dan duizend artiesten traden op. De acht regeringsleiders, tezamengekomen in het naburige Gleneagles, beloofden op 7 juli de hulp aan Afrika te verdubbelen. Ze hadden echter ook te maken met een terroristische aanslag op vier locaties in Londen.
Op 4 juni 2017 organiseerde Ariana Grande met enkele andere grote artiesten uit de muziekwereld een benefietconcert ten bate van de Aanslag in Manchester op 22 mei 2017, One Love Manchester. Ze haalden geld op voor de families van de slachtoffers.